# Сухий контакт

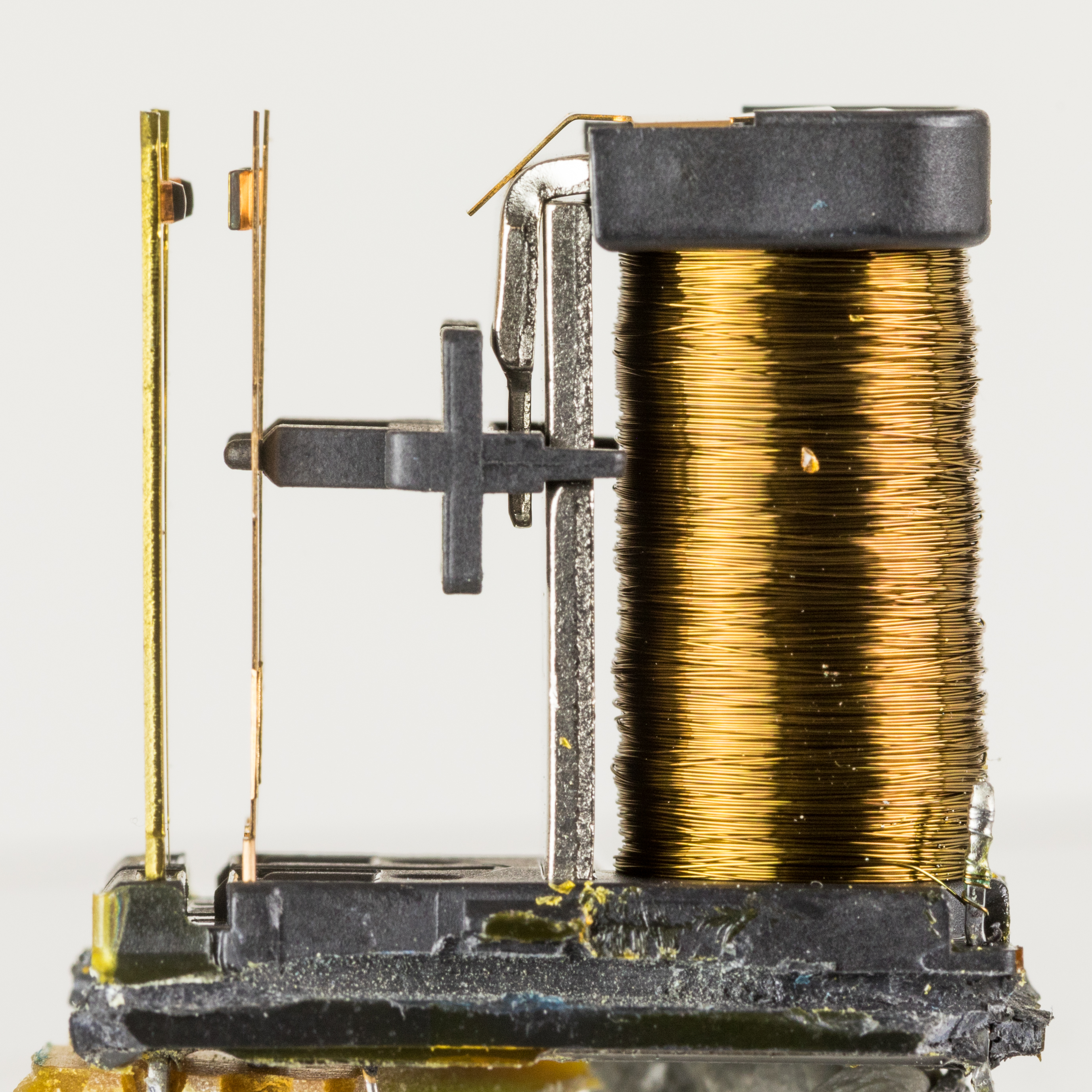
Електромагнитне реле з сухим контактом

«Сухий контакт» — сленговий термін у галузі промислової автоматики та сигналізації, що позначає дискретний вихідний сигнал приладу. Слово «сухий» означає, що на клемах сухого контакту немає ніякої напруги, якщо клеми не підключені до іншого обладнання.. В рамках стандартизації терміни «сухий (Dry contact)» і «змочуваний (Wetted contact)» застосовуються для магнітокерованих контактів. Термін «сухий» означає, що робочі поверхні контакт-деталей не змочені електропровідною рідиною (наприклад, ртуттю). Аналогічно контакти електромагнітних реле також можуть бути сухими або змочуваними. Для сильнострумових комутаційних апаратів замість терміна змочуваємий використовують термін рідкометалічний
Приклади сухих контактів — механічні контакти реле, кінцевого вимикача або кнопки. Як правило, один сухий контакт займає дві клеми приладу, які замикаються або розмикаються відповідно до логіки роботи приладу. Іноді один сухий контакт займає три клеми, на які виводиться переключаюча контактна група — конструктивно об'єднана пара замикаючого та розмикаючого контактів. В окремих випадках кілька сухих контактів можуть мати одну загальну клему. У цьому випадку сухий контакт займає одну клему приладу плюс одна групова клема.
Термін «сухий контакт» не передбачає байдужості до параметрів зовнішнього сигналу, що комутується. У специфікації приладу мають бути зазначені допустимі параметри комутації, включаючи можливі вимоги дотримання полярності зовнішнього джерела сигналу.
Термін «сухий контакт» зазвичай застосовується до комутаційних елементів низьковольтних слабострумових ланцюгів керування та сигналізації.

## Етимологія
Термін «сухий контакт» є дослівним запозиченням з англомовної технічної літератури (dry contact). В англомовній термінології також існує протилежний за змістом термін «wet contact» (мокрий контакт), що означає гальванічно не ізольований від інших контактів та/або активний вихід. У російськомовній термінології такий варіант спеціальної назви не отримав.
Етимологія англомовних термінів достовірно невідома, існують різноманітні припущення. Наприклад, пов'язані з поширеними до середини XIX століття теоріями уявлення електрики як рідини («флюїда»); контакти без електрики — «сухі».

## Застосування
Найбільшого поширення сигнальні кола, звані «сухими контактами», набули в промислової автоматики і суміжних із нею областях: пожежної автоматики, системах охорони та тривожної сигналізації, комунальних датчиках витрати води, газу та тепла.